# Кароль Беєр
Кароль Адольф Беєр (пол. Karol Adolf Beyer; 10 лютого 1818, Варшава, Польща — 8 листопада 1877, Варшава, Польща) — польський фотограф, нумізмат.
Перший професійний фотограф у Варшаві, так званий «батько польської фотографії». У 1844—1867 роках керував фотостудією у Варшаві: на вул. Сенаторська, Варецьке та Краківське передмістя, де він переважно робив портрети. Фотографував жителів Варшави та людей з усієї країни, представників різних середовищ, головним чином інтелігенцію та буржуазію, рідше поміщиків-землевласників та селян. Він також фотографував види на місто, в тому числі Варшаву, Краків, Ченстохову, Гданськ, Мальборк та Лодзь. Ці фотографії сьогодні є цінними документами тогочасного вигляду цих міст.
Кароль Беєр також захоплювався нумізматикою та археологією. У 1856 році за його ініціативою було засновано Варшавське нумізматичне товариство. Він викрив підроблені монети Юзефа Майнерта, у якого він викупив фальсифіковані штемплі. Підроблені монети, які вдалось йому викрити, він позначив написом FALSUS.

## Дитинство та юність

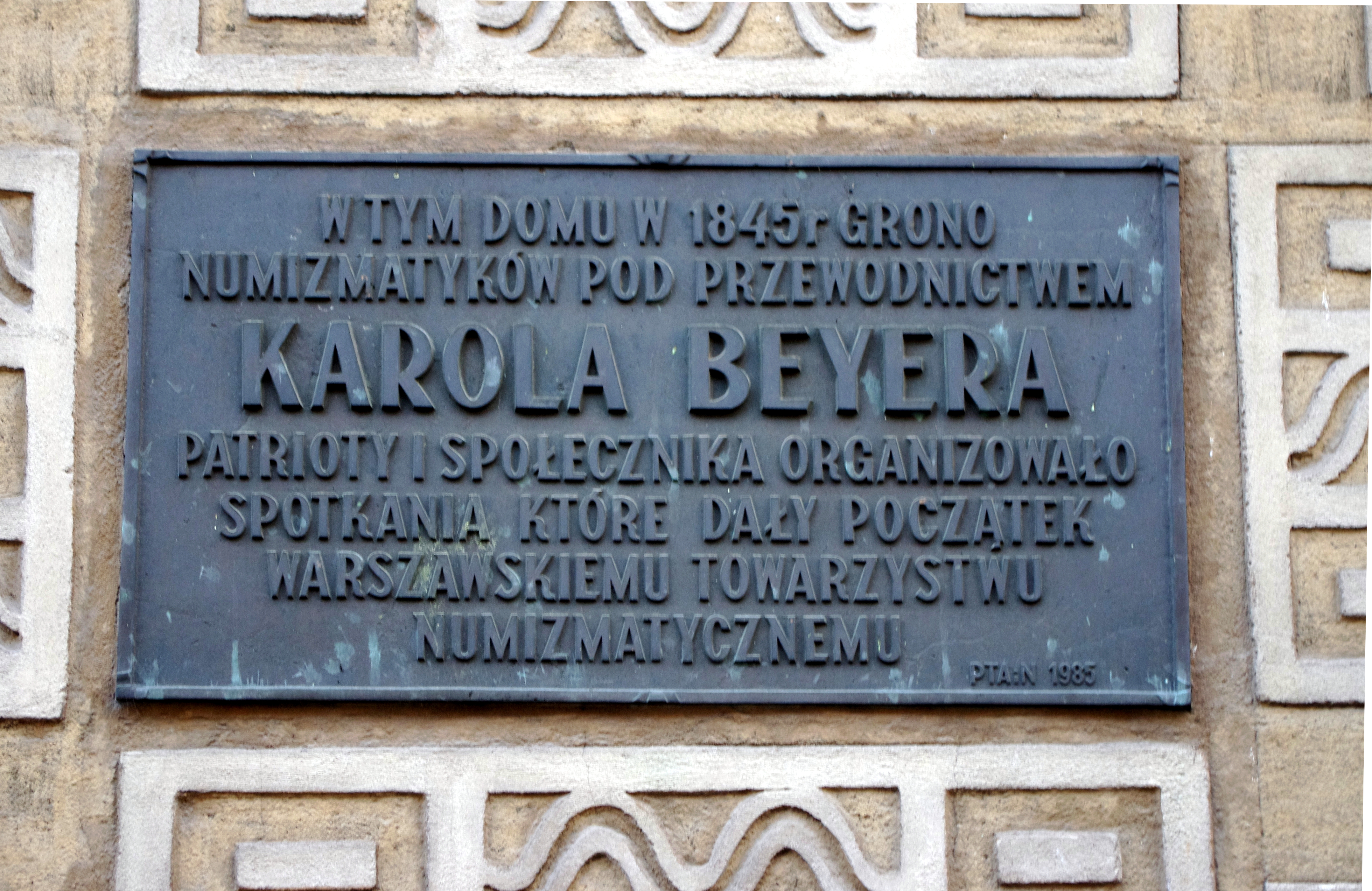
Меморіальна дошка вшанування Кароля Беєра та створення Варшавського нумізматичного товариства на вул. Півна у Варшаві

Кароль був сином Вільгельма Беєра (1778—1819) та художниці Генріки (Генріетти) Беєр з Мінтерів (1782—1855). Його батько приїхав до Варшави з прусськими чиновниками після захоплення Варшави Королівством Пруссії внаслідок Третього поділу Речі Посполитої. Його мати, яка народилася в Щецині, переїхала до Варшави у 1811 році з її військовим братом. Вільгельм та Генріка одружилися через два роки. Кароль Беєр народився як їх третій син. Дитинство провів у Лешно. До закриття царською владою школи в 1831 році він і його брат Генріх Кароль (1815—1855) відвідували Варшавський ліцей, після чого вивчали технології на «Фабриці бронзи, лакованих виробів з листового металу та інших литих металевих виробів», якою керував дядько Кароль Мінтер. Вже тоді він зацікавився нумізматикою, збирав оригінали та гравюри. У 1844 році Кароль прибув у Париж на кілька місяців, вивчав техніку фотографії, але її азам навчився раніше, бо відомо, що він робив дагеротипи принаймні з 1842 року.

## Перший заклад
У 1844 році Кароль заснував «Заклад дагеротипів Кароля Беєра у Варшаві» (відкритий на початку 1845 року) по вул. Сенаторській 35/37. Беєр робив тут портрети, які користувалися таким великим інтересом, що в 1846 році він розширив скляну студію, яку — завдяки сприятливому світлу — використовували для позування. Відомо, що вже в цей період Бейер сфотографував види Варшави, але жоден із цих дагеротипів не зберігся до наших днів. Приблизно у 1846 році він почав виготовляти калотипи (тобто фотографії, зроблені на папері, а не — як дагеротипи — на металевій пластині), але в досить обмеженому масштабі.

## Заклад по вул. Варецькій

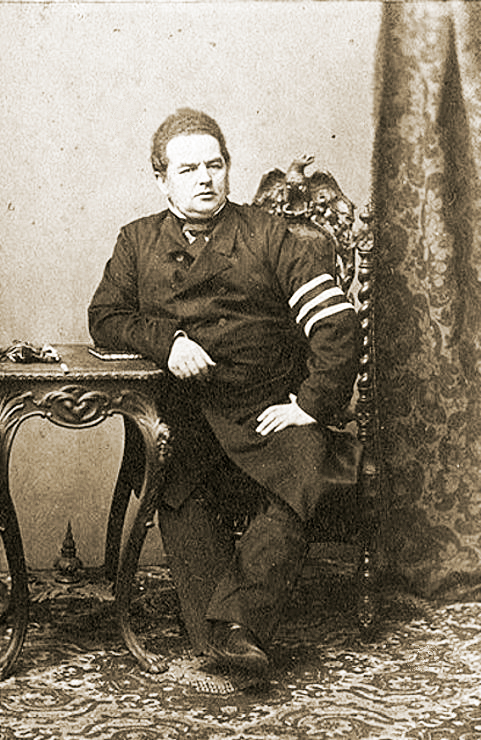
К. Беєр, Леопольд Станіслав Кроненберг, 1861 рік

Влітку 1850 року Беєр перевіз свій заклад до власного будинку за адресою вул. Варецька у Варшаві, де він продовжував робити портрети дагеротипові. Він також сфотографував види Варшави в цій техніці. 28 липня 1851 року він здійснив неабияке досягнення: сфотографував повне сонячне затемнення (ці дагеротипи не збереглися до сьогодні). Під час подорожі до Лондона та Парижа в 1851 році Кароль познайомився з Фредеріком Скоттом Арчером, від якого навчився техніці мокрого колодію. Його перевагами були: коротший час експозиції, висока чіткість зображення та можливість робити нескінченно багато відбитків з одного негатива (на відміну від дагеротипу, який неможливо було дублювати). Через кілька місяців Беєр почав робити портрети в цій техніці (заклад тоді мав нову назву: «Фотографічний заклад Кароля Беєра у Варшаві»), а позніше фотографував на вулиці, в основному Варшаву, а також і довколишні місцевості. Цей метод, незважаючи на свої переваги, вимагав багато роботи, тому в 1853 році Бейер найняв першого постійного працівника Теофіла Боретті (1834—1910), який пізніше керував філією люблінського закладу (відкритий у 1857 році). Беєр також співпрацював з різними художниками, які розфарбовували та ретушували його фотографії.
Завдяки технології колодоновій Беєру вдалося виготовити репродукції творів мистецтва у великих масштабах. Одним із його новаторських досягнень став альбом «Виставка старожитностей та предметів мистецтва» з фотографіями предметів, представлених на виставці у Варшаві, що відбувалася з 1 червня 1856 року по 8 лютого 1857 року. У 1857 році він почав випускати не менш інноваційний альбом під назвою «Кабінет польських медалей та тих, що стосуються історії Польщі. Доповнюючи роботу Едварда Графа Рачинського», що містився — у двох зошитах — фотографії лицьової та зворотної сторони 84 медалей. Ця діяльність через погані продажі не була продовжена.
З 1855 року Беєр став членом Французької спілки фотографів (анг. Société française de photographie).
У 1856 році Кароль одружився з вдовою свого брата Генрікою Кароль — Джоанна Зофія з Гаушильдів.

## Заклад у Краківському передмісті

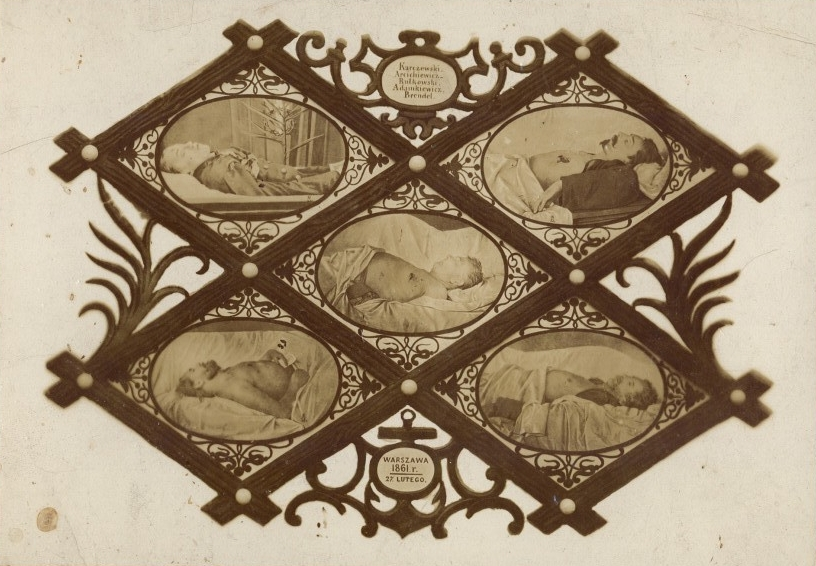
К. Беєр, П'ять полеглих, 1861 рік

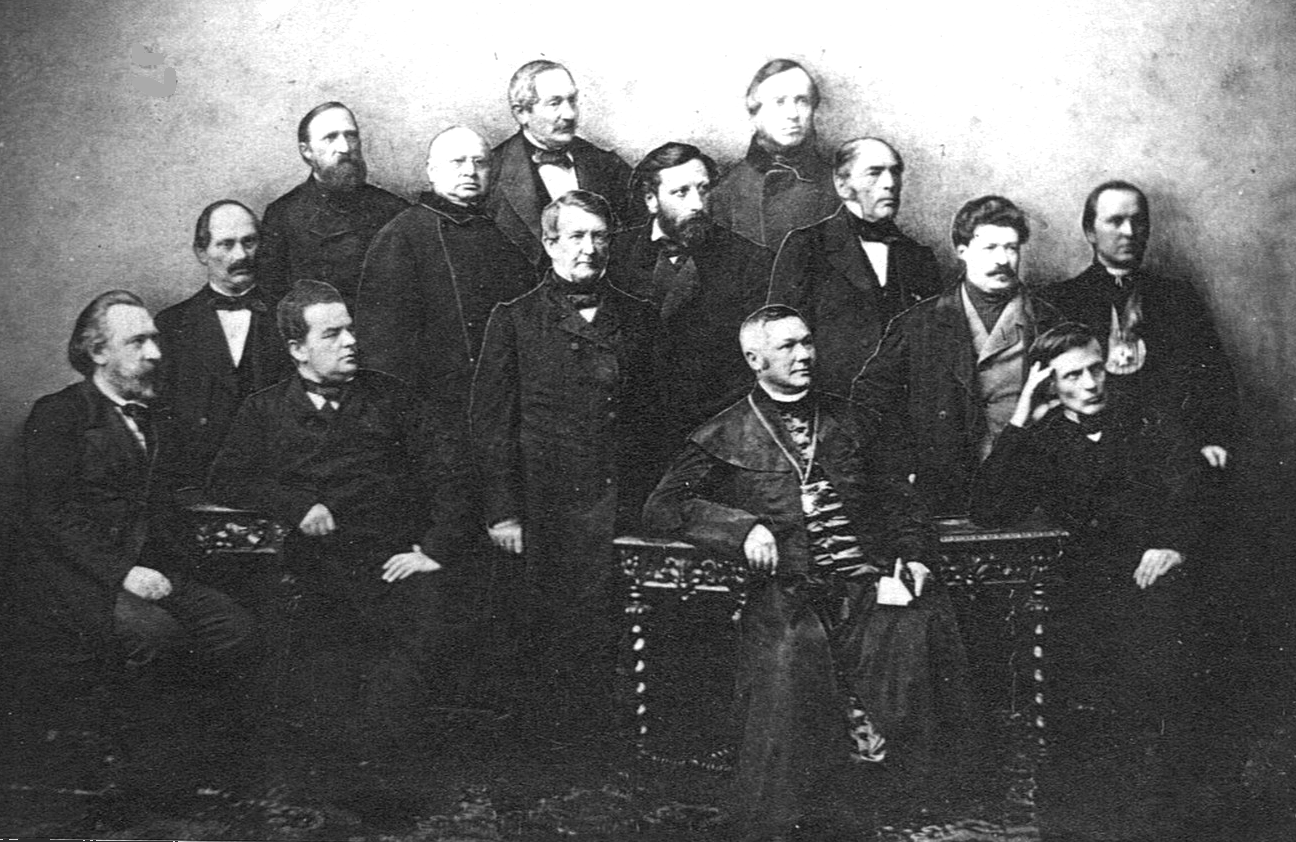
K. Беєр, Міська делегація, 1861

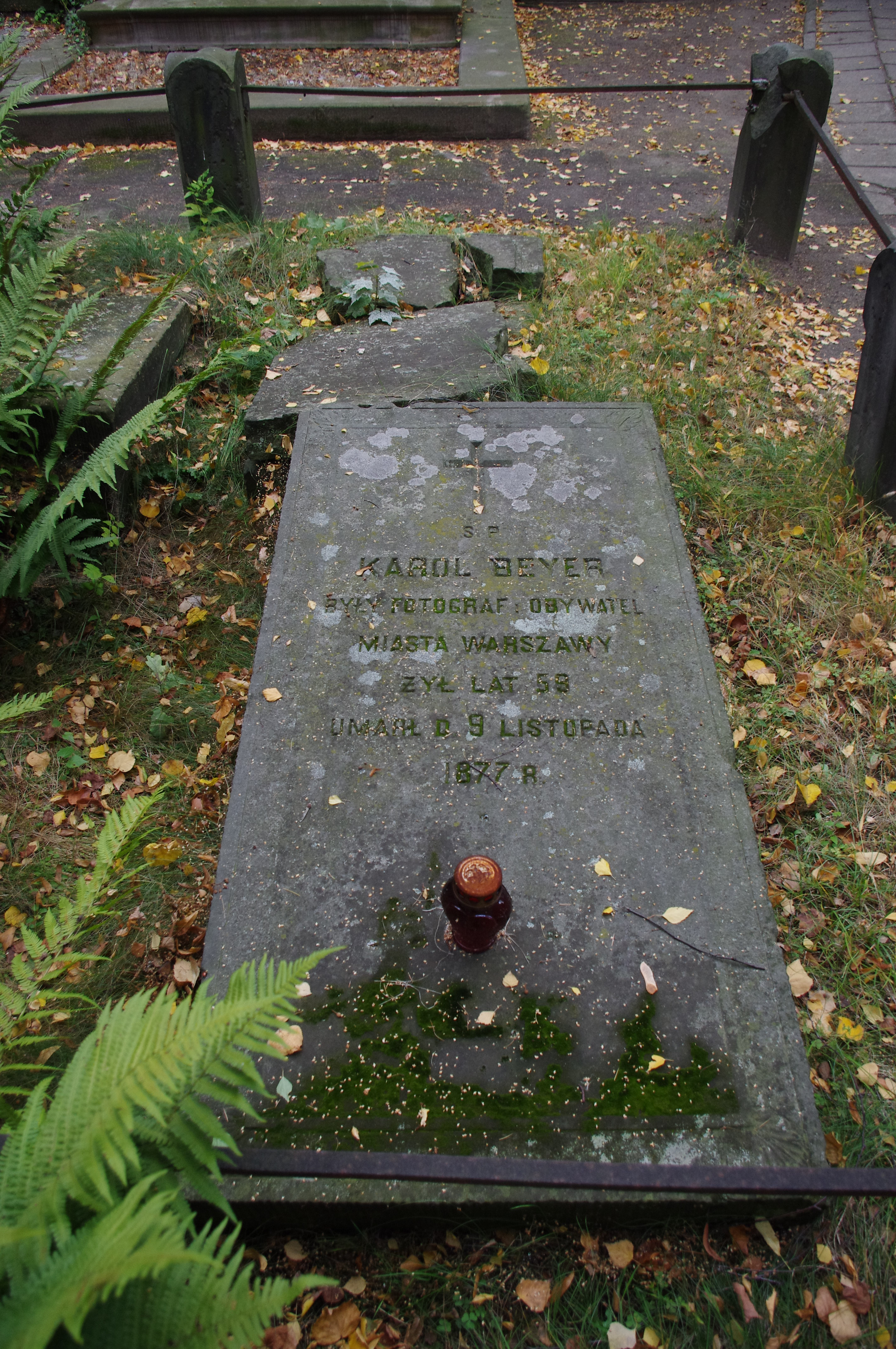
Могила фотографа Кароля Беєра на Євангелічному реформаторському кладовищі у Варшаві

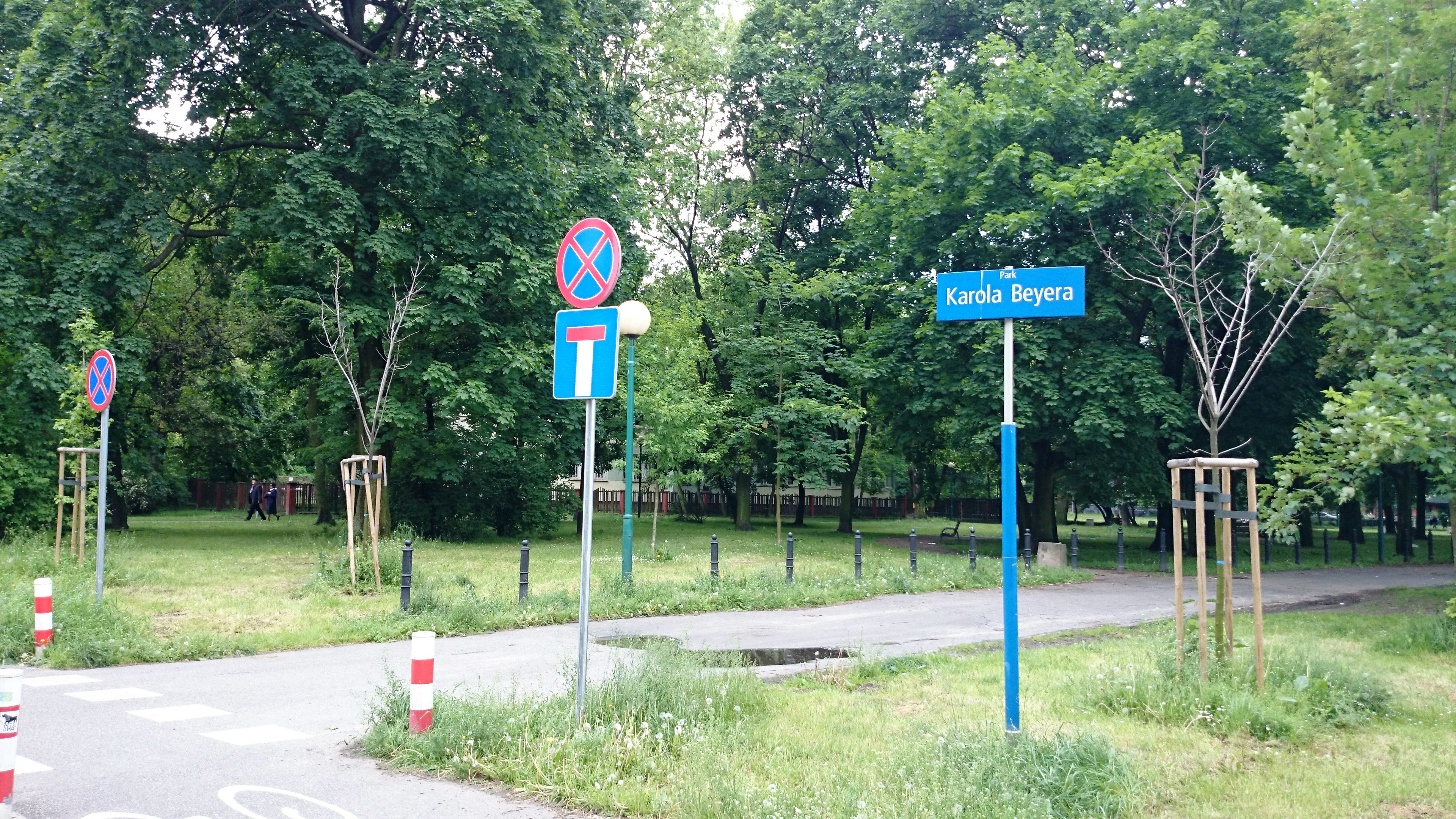
Парк Кароля Беєра у Варшаві

У 1857 році Беєр перемістив свій заклад до будинку, зведеного на місці будинку Відвідувань у Краківському передмісті, на перехресті з вулицею Каровою. Заклад знаходився на першому поверсі і мав балкон з видом на площу Саскі, яку фотограф використовував для зйомки краєвидів на місто. Як і раніше, в новому ательє Беєр робив портрети, а крім того, він продав власні фотографії (також стереоскопічні) з видами Варшави, зображеннями відомих поляків та репродукціями художніх творів. Слідкував за модою та інноваціями в області фотографії, Кароль експериментував з ними і впроваджував їх у своєму закладі, наприклад. з 1859 року виконував популярні у Європі фото у форматі карте де візіте. З 1859 року експериментував із відтворенням фотографій за допомогою графічних прийомів — літографії (фотолітографії) та ксилографії (ксилофотографії). У 1861—1863 роках у Беєра працювало 20 людей, серед них Конрад Брандель як оператор (тобто фотограф, який готував і проявляв негативи), Фердинанд Клоха як людина, яка встановлювала пози та реквізити, і Марцін Ольшінський. Із закладом співпрацював також, в тому числі Юліуш Коссак, який брав участь у розфарбовуванні та ретуші фотографій.
Член сільськогосподарського товариства у Польському королівстві у Варшаві в 1858 році.
Наприкінці 1858 року Кароль поїхав до Кракова, щоб сфотографувати там виставку старожитностей та пам'яток, що проходить там, та організована на зразком варшавської виставки. Ці фотографії були опубліковані в Альбомі виставок старожитностей та пам'яток мистецтва, організованого Науковим товариством C. K. у Кракові 1858/1859. Того ж року він також опублікував Види Варшави (пол. Widoki M. Warszawy / Vues de Varsovie). У 1859 році став співзасновником «Tygodnika Ilustrowanego».
Він також присвятив свої навики державним справам, в тому числі робив портрети людей, які брали участь у політичних та громадських подіях того часу. Найвідоміший — це набір портретів, так званих п'ятеро полеглих, які загинули від куль царської армії в патріотичній демонстрації 27 лютого 1861 року у Краківському Передмісті у Варшаві. Їх тіла були поміщені в готелі «Європейський», де на першому поверсі знаходилася кімната для ретуші Беєра. Фотограф зафотографував їх через день, під час судово-медичної експертизи тіл. Мертві показані у профілі, чотири з них із відкритими ранами. П'ять фотографій були складені разом у вигляді таблиці, яку потім відтворили у багатьох примірниках і продали у великих масштабах.
Наслідком подій у Краківському Передмісті було призначення міської делегації — комітету, метою якого було забезпечення миру; його перший склад також був увічнений Беєром (сам він був одним із членів Делегації). Кожного учасника фотографували окремо, а потім фотографії об'єднували в єдине ціле. Це, мабуть, найдавніший відомий приклад фотомонтажу в Польщі. Того ж року він сфотографував інші патріотичні події: хресний хід Дні Хрестові та Божого тіла, похорони архієпископа Антонія Мельхіора Фіялковського . Після того, як Кароль Ламберт ввів воєнний стан, Беєр фотографував з вікон своїх будинків військові табори на варшавських площах. Його діяльність призвела до арешту та ув'язнення в жовтні 1861 році; був звільнений у травні 1862 року.
У період, що передував і під час Січневого повстання (1863), він зробив багато портретів людей, пов'язаних з цією подією: організаторів повстання, керівників та рядових повстанців. Після вибуху повстання Беєра знову заарештували і відвезли до Новохоперська в Росію. Під час заслання він продовжував фотографувати, увічнивши безкоштовно своїх супутників у вигнанні. Закладом у Варшаві керувала його дружина. Незважаючи на його відсутність, будівництво розкішного кам'яничного будинку з ротондою, прикрашеного статуями та барельєфами за проектом архітектора Юзефа Орловського (на розі Краківського Передмістя та вулиці Крулевської), почате ним в 1863 році, прододовжувалося. Пізніше як його аналог була побудована ротонда готелю «Брістоль». Житловий будинок існував до 1944 року і до кінця його називали варшав'яни «кам'яницею Беєра». Після 1945 року його не відбудували.
Через півтора року Беєр повернувся до Польщі, знайшовши в столиці нові конкурентні фотостудії. Заклад Беєра залишив його працівник Конрад Брандель, який відкрив компанію разом із Владіславом Бранделем та Марцином Олшинським. На його місце Беєр найняв Мелецюса Дуткевича, який незабаром пішов разом з іншим співпрацівником Беєра Фердинандом Клочем, щоб також розпочати власну справу.
Сильна конкуренція, а також економічні умови змусили Беєра закрити заклад у 1867 році. У листі до Августа Біловського він написав:
Загалом настали важкі часи, для мене погіршилися через більш ніж два роки відсутності, будинки подешевшали, кредитори занепокоєні і бунтують, інші фотографічні заклади піднялися, мої власні люди були заінтриговані проти мене, і дійшло до того, що мені довелося зкакладати мій заклад.
У 1872 році ательє Беєра (з обладнанням та негативами) було придбано двома фотографами: Джуліаном Косткою та Людвіком Мулертом, які відкрили тут заклад «Дж. Костка і Мулерт». Сам Бейер продовжував фотографувати пам'ятки; також працював над технікою фотодруку.
Кароль Беєр був похований на Цвинтарі євангелісько-реформатовському у Варшаві (кв. Е, ряд 3, № 13).

## Вшанування пам'яті
Парк Кароля Беєра, створений після Другої світової війни між садами кляштора милосердя та міжміськими залізничними коліями і зупинка Варшава Повісле, на захід від вулиці Леона Кручковського у Варшаві.

## Дивитися також
- Максиміліан Страш - ще один «батько польської фотографії».